# Сан Гавино Монреале
Сан Гавино Монреале (итал. San Gavino Monreale) је насеље у Италији у округу Медио Кампидано, региону Сардинија.
Према процени из 2011. у насељу је живело 8647 становника. Насеље се налази на надморској висини од 60 м.

## Становништво
Према резултатима пописа становништва 2011. у општини је живело 8.894 становника.
| 1931. | 1936. | 1951. | 1961. | 1971. | 1981.  | 1991.  | 2001. | 2011. |
| ----- | ----- | ----- | ----- | ----- | ------ | ------ | ----- | ----- |
| 4.183 | 5.061 | 7.410 | 8.344 | 8.723 | 10.013 | 10.119 | 9.460 | 8.894 |